# Hattori Shirō
Hattori Shirō (japanisch 服部 四郎; geboren 29. Mai 1908 in Kameyama (Präfektur Mie); gestorben 29. Januar 1995 in Fujisawa (Präfektur Kanagawa)) war ein japanischer Linguist.

## Leben und Wirken
Hattori Shirō machte 1936 seinen Abschluss in der Abteilung für Linguistik der Fakultät für Geisteswissenschaften der Universität Tōkyō. Anschließend wurde er Lektor an seiner Alma Mater, 1942 Assistenzprofessor und 1949 Professor. 1959 hatte er eine Gastprofessur an der Universität Michigan, 1955 eine an der Ryūkyū-Universität. 1969 wurde er als „Meiyo Kyōju“ verabschiedet. Von 1975 bis 1976 war er Vorsitzender der „Japanischen Gesellschaft für Linguistik“ (日本言語学会 Nihon gengo gakkai).
Seine Forschungen konzentrierten sich auf die Altaische Sprachen, aber er befasste sich auch mit anderen asiatischen Sprachen. Meist nutzte er Ergebnisse der westlichen Sprachforschung, insbesondere der amerikanischen. Aber er bemühte sich, daneben auch eine Japan-orientierte Sprachforschung zu entwickeln. Zu seinen Werken gehören
- „Phonologie“ (音声学, Onseigaku) 1951,
- „Entwicklungslinien der japanischen Sprache“ (Nihongo no keitō, 日本語の系統) 1959, und
- „Methoden der Linguistik“ (言語学の方法, Gengogaku no hōhō) 1960.

1971 wurde Hattori als Person mit besonderen kulturellen Verdiensten geehrt, 1972 wurde er Mitglied der Akademie der Wissenschaften, 1983 wurde er mit dem Kulturorden ausgezeichnet.